# Ослон (Француска)
Ослон (фр. Aucelon) насеље је и општина у источној Француској у региону Рона-Алпи, у департману Дром која припада префектури Ди.
По подацима из 2011. године у општини је живело 18 становника, а густина насељености је износила 0,68 становника/km². Општина се простире на површини од 26,34 km². Налази се на средњој надморској висини од 740 метара (максималној 1.485 m, а минималној 435 m).

## Демографија
| 1962. | 1968. | 1975. | 1982. | 1990. | 1999. | 2011. |
| ----- | ----- | ----- | ----- | ----- | ----- | ----- |
| 23    | 33    | 28    | 21    | 18    | 39    | 18    |

График промене броја становника у току последњих година